# Mystides angolaensis
Mystides angolaensis är en ringmaskart som först beskrevs av Augener 1918.  Mystides angolaensis ingår i släktet Mystides och familjen Phyllodocidae. Inga underarter finns listade i Catalogue of Life.